# Порро, Иньяцио
Инья́цио По́рро (25 ноября 1801 года, Пинероло — 8 октября 1875 года, Милан) — итальянский инженер, оптик, изобретатель призмы Порро, которая используется в биноклях и монокулярах.

## Биография
Иньяцио Порро родился 25 ноября 1801 года в Пинероло. Учился в Военной школе в Турине, став в 1836 году военным инженером Сардинского королевства, служил в инженерном ведомстве сардинских войск. Занимался геодезическими работами и принимал деятельное участие во введении железных дорог в Италии, при постройке Мон-Сенисского туннеля, проводил топографическую съёмку местности в районе между Бардонеккьей и Моданом, в 1840 году проектировал железнодорожную линию между Генуей и Сале.
В 1842 году построил обширные мастерские в Турине для конструкции подвижного состава железных дорог. С 1848 года поселился в Париже, где предался почти исключительно занятиям практической оптикой в открытом им Institut Technomatique. Отличался изобретательностью в конструкции оптических приборов, и ему принадлежит много усовершенствований в трубах, окулярах, дальномерах и так далее; им впервые, в 1850 году, предложен тип укороченной зрительной трубы с призмами, которые используются в биноклях.
В 1853 году изобрёл щелевую фотографию, которую использовал в технических и научных целях.
В 1858 году спектроскопически исследовал комету кометы Донати.
В 1865 году основал компанию Filotecnica (ит.).
Порро принадлежат также работы по гидравлике и геодезии, наиболее известные:
- «Essai sur les moteurs hydrauliques» (1839)
- «Traité de tachéométrie» (1848)
- «Sur le perfectionnement pratique des appareils optiques etc.» (1858)
- «Etude sur le cadastre des lerres» (1860)